# Лапорте, Лео
Ле́о Гордон Лапорте (род. 29 ноября 1956 года, Манхэттен, Нью-Йорк) американский радиоведущий и хост известного шоу TWiT.

## Телевидение и радио
Лапорте создал, ведет и поддерживает ряд технологических шоу. Первой его передачей была Дворак в компьютерах (англ: Dvorak On Computers) в январе 1991 года, вместе с легендарным Джоном Двораком на KGO Radio в Сан-Франциско. Так же Лапорте вел передачу «Интернет!» (англ: Internet!) на радио PBS и The Personal Computing Show на CNBC. В 1997 году он получил премию Эмми за передачу Узел (англ: The Site) на MSNBC. В этом ежедневном шоу, выходящем с понедельника по пятницу, Лапорте играл графического персонажа по имени Dev Null.
В 1998 Лапорте и создал и вел на кабельном телевидении программу The Screen Savers, которая также выходила на спутниковом канале ZDTV (позже TechTV). Лапорте покинул шоу The Screen Savers в 2004 году, а позже и TechTV. Его контракт кончился 31 марта 2004 года, и его отсутствие на шоу 1 апреля было воспринято как первоапрельская шутка.
Лапорте играл дядю Чарли в фильме «Восход Феникса».
Лапорте был ведущим ежедневной телепередачи Лаборатория с Лео Лапорте (англ: The Lab with Leo Laporte) на канадском телевидении в Ванкувере в 2008.
Он также вел технологичное еженедельное шоу The Tech Guy на разговорном радио KFI AM 640 в Лос-Анджелес.

## Книги
Лапорте написал несколько технически-ориентированных книг, таких как 101 компьютерный ответ, который вам нужно знать, Гид по устройствам 2005 от Лео Лапорте, Гид по TiVo от Лео Лапорте, Гид по Mac OS X Tiger от Лео Лапорте, Технологический альманах за 2006 год от Лео Лапорте и др.

## Подкастинг
Лео Лапорте сейчас владеет и управляет сетью неткастов TWiT.tv. Название сети пришло из известного подкаста TWiT (Эта неделя в технолониях — This WEEK in TECH). Кроме самого Лапорте, который случайным образом ведет ряд подкастов, их так же ведут другие бывшие ведущие с TechTV. Шоу остается одним из самых популярных подкастов в iTunes и других службах.
Лапорте предпочитает называть свои шоу неткастами, поскольку никогда не любил слово подкаст так как оно косвенно рекламирует iPod и может смутить слушателей, которые не станут слушать TWiT потому что у них нет этого плеера.
Благодаря видео-потоку на TWiT.tv передача не только звуковая, но и визуальная.

## TWiT Live
Сейчас Лео ведет сетевое техническое шоу TWiT Live.
11 Июля 2008 Лапорте сделал специальный 24 часовой выпуск посвященный выходу iPhone 3G.